# Ken Choi
Kenneth "Ken" Choi Fung-Wah  (Chino: 蔡楓華; Jyutping: coi3 fung1 waa4; nacido el 28 de noviembre de 1960) es un actor y cantante hongkonés, su carrera artística empezó a principios de la década de los años 1980, se hizo conocer con su primer álbum discográfico titulado "What You Know". Su carrera actoral también empezó a principios de la década de los 80, debutó como actor en una serie de televisión titulada "Sweet Love Encore", que fue producida en 1982.

## Discografía
- What You Know (點樣講你知 dim yeung kong nei tsi, 1980)
- Young Trio (青春三重奏 ching cheon san chung jau, 1981)
- IQ sing sook si (IQ成熟時, 1981)
- The Origin of Man (人之初 yan ji chor, 1982)
- Ken Choi's New and Greatest Songs (蔡楓華新曲精選 Choi Fung-Wah san kouk ching suen, 1983)
- Ken Choi (蔡楓華, 1983)
- Heat Wave (高溫境界 gou wan king gaai, 1984)
- Love Is Not a Game (愛不是遊戲 ngoi bat see yau hei, 1985)
- Absolute Emptiness (絕對空虛 joot deoi hung heoi, 1986)
- Broken (破碎 por seoi, 1986)
- In the Herd of Wind (風中追風 fung jung jeoi fung, 1987)
- Revolt and Other Selections (叛逆+精選 boon yik + ching suen, 1988)
- Kenneth Today (1989)

## Filmografía
Películas
- The Odd One Dies (兩個只能活一個, 1997)

Televisión
- 1982: Sweet Love Encore (愛情安哥 Encore), TVB